# Font d'Aïn Doura

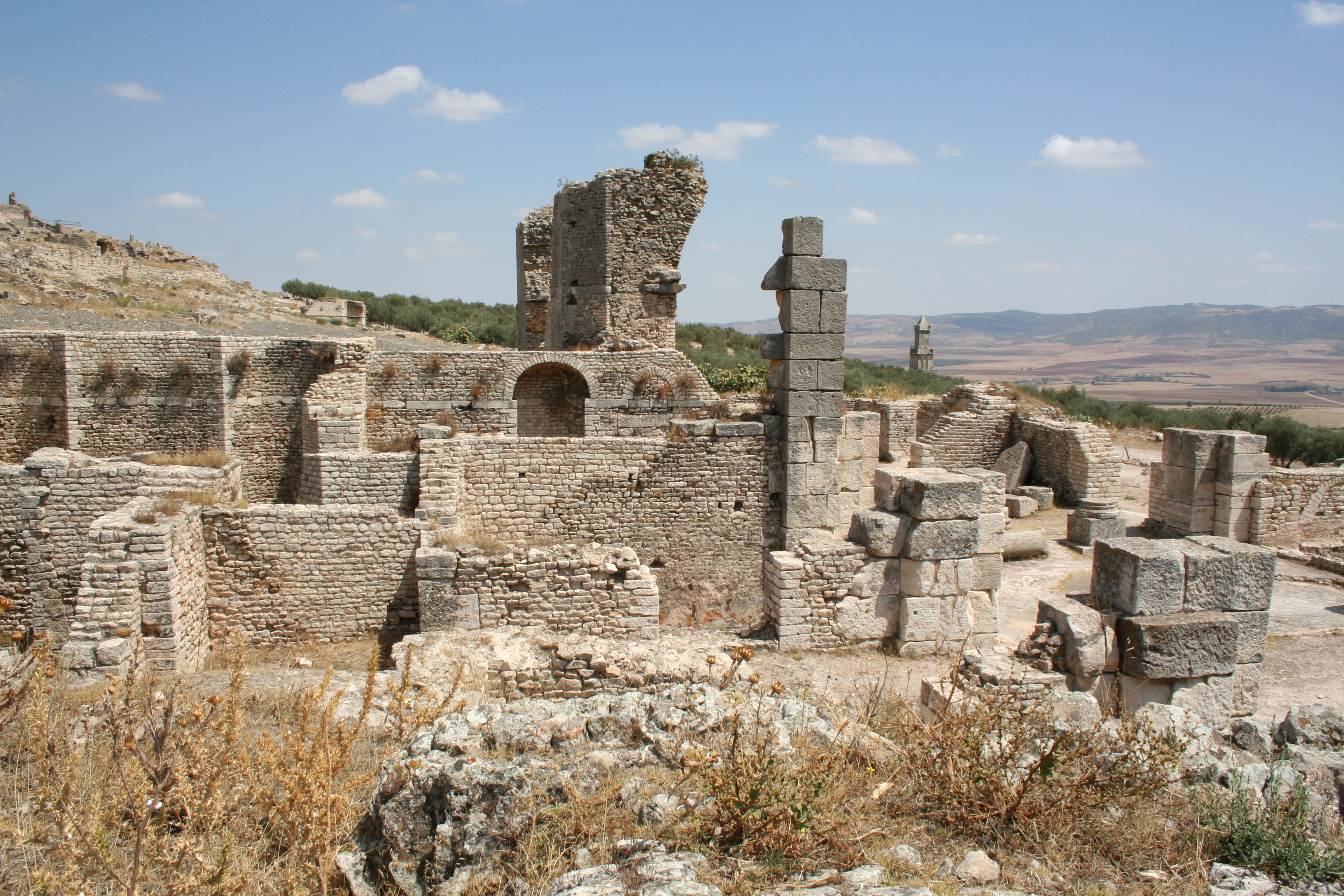
Termes d'Aïn Doura

La font d'Aïn Doura és una font de pedra al jaciment arqueològic de Dougga, a Tunísia, força ben conservada. Era probablement la principal font de la ciutat, però no l'única. El seu nom clàssic no es coneix i se li dona el que portava quan fou descoberta a finals del segle xix, que li donaven els habitants de la vila de Dougga. Aïn Doura és el nom donat a un complex format per la font, unes termes, unes latrines i unes cisternes. L'establiment termal té forma de T i és en terreny en pendent, i només excavat parcialment s'han identificat el frigidarium o sala de banys freds, flanquejada de quatre piscines, el tepidarium per la sortida del bany, tres sales calentes a la mateixa sala que el tepidarium i algunes sales de servei. Les latrines són al sud-oest i són semicirculars, amb 2,70 metres de diàmetre; els seients n'han desaparegut; a la vora de l'edifici, hi ha unes cisternes en tres dipòsits separats per arcades, de 28,5 per 25 metres, i capacitat de tres mil metres cúbics.
Altres fonts són:
El nimfeu de Terenci, font monumental prop del temple de Dar Laccheb, construïda al costat de la civitas en el proconsolat de Marcus Antonius Zeno, entre 184 i 187. L'aigua venia d'una canalització de la cisterna d'Aïn El Hammam.
La font rectangular entre el teatre i el fòrum.
La font cònica prop de l'arc d'Alexandre Sever.
I el gran nimfeu a l'oest del Trifolium de Dougga, en forma d'hexaedre amb 8,70 metres d'obertura, alimentat per aigua procedent de la cisterna d'Aïn El Hammam per un conducte soterrani (que no s'ha trobat).